# Nidia Arévalo
Nidia María Arévalo Gómez (Vigo, 25 de abril de 1975) es una política gallega del Partido Popular de Galicia.

## Trayectoria
Estudió químicas en la Universidad de Vigo, aunque no acabó la licenciatura.  Concejala en Mos por el Partido Popular de Galicia, fue diputada provincial y presidenta de la Comisión Informativa de Bienestar Social y de la Mujer de la Diputación de Pontevedra en 2006. Se presentó a las elecciones municipales de 2007 encabezando la candidatura del PPdeG que consiguió 8 concejales, frente a 6 del PSdeG-PSOE y 3 del BNG. Después de unas largas y tensas negociacións, con un año de gobierno en minoría del PSdeG, se formó un gobierno de coalición con el BNG.
El 12 de diciembre de 2008 encabezó una moción de censura contra la alcaldesa María Jesús Escudero Lago (PSdeG-PSOE) con el apoyo del concejal Gerardo Alonso, tránsfuga del PSdeG. Después de un tenso pleno en el que cientos de vecinos se manifestaron en contra de la moción, Nidia Arévalo se convirtió en alcaldesa de Mos, declarando que se acababa con la situación de "desgobierno". Tanto ella como sus compañeros de partido y Gerardo Alonso tuvieron que abandonar el pleno en vehículos de la Guardia Civil escoltados por los antidisturbios.
La Comisión de Seguimiento del Pacto Antitransfuguismo declaró en septiembre de 2009 como "caso claro de tránsfugas" en referencia al concejal que fuera elegido en la lista del PSdeG Gerardo Alonso, así como se declara a Nidia Arévalo y a los siete ediles del PP en Mos, que pidieron la baja del partido, beneficiarios del caso de transfuguismo.
En las municipales de 2011 , 2015, 2019 y 2023 fue elegida alcaldesa de Mos por el PPdeG con mayoría absoluta.
En las elecciones generales de 2023, fue en la lista del PP para el Senado de España por Pontevedra, consiguiendo ser elegida.  

## Polémicas
- En abril del año 2017 Nidia Arévalo fue acusada por diversos medios de comunicación de falsear su currículum, ya que en la página web oficial del Partido Popular se indicaba que Nidia Arévalo era licenciada en químicas por la Universidad de Vigo, cuando realmente no había terminado la carrera. Al salir a la luz esta información, partidos de la oposición como GañaMos solicitaron la dimisión de la alcaldesa. La polémica incluso traspaso las fronteras del municipio de Mos, al ser Nidia Arévalo entrevistada por la cadena de televisión nacional La Sexta, en dicha entrevista Nidia Arévalo declaró: "No terminé mi carrera por trabajar en el Ayuntamiento. ¿Cuál es el problema?", estas justificaciones fueron muy criticadas por los partidos de la oposición del ayuntamiento de Mos.[5][6]

- El 1 de diciembre de 2016, en el acto de constitución del Área metropolitana de Vigo y durante el proceso de votación del alcalde de Vigo, Abel Caballero, como presidente. Nidia Arévalo abandonó el proceso de votación junto con los alcaldes de Redondela, Bayona, Salvatierra de Miño, Sotomayor, Pazos de Borbén y varios concejales del ayuntamiento de Vigo pertenecientes al PPdG, alegando que Vigo no se encontraba integrado en el plan de transporte metropolitano de la Junta de Galicia.[7] En declaraciones posteriores al acto, Nidia Arévalo se erigió como portavoz del resto de alcaldes y concejales pertenecientes al PPdG, alegando en sus declaraciones que no participarían en el ente supramunicipal mientras Vigo no se integrase en el transporte metropolitano. Estas declaraciones y ante la negativa de los ayuntamientos gobernados por el PPdG a participar e integrarse en el área metropolitana de Vigo, fueron interpretadas como un boicot por parte de los diferentes partidos de izquierdas como el PSdeG-PSOE, el BNG o EU y las Mareas (estas dos últimas formaciones políticas cercanas a Podemos), ya que el PPdG se encontraba en clara minoría en el ente supramunicipal.[8]

- En septiembre de 2016, la web de economía Vigoempresa.com criticó en uno de sus artículos la vestimenta y el comportamiento excesivamente risueño de Nidia Arévalo en una visita con Mariano Rajoy y Alberto Núñez Feijóo al lugar del accidente ferroviario ocurrido en el municipio de Porriño el día 9 de ese mismo mes. Según esta página web, el atuendo y el maquillaje con el que Nidia Arévalo se presentó en el lugar en donde había ocurrido poco antes un grave accidente ferroviario era una actitud inapropiada por parte de un cargo público.[9]

- En agosto del año 2016 el diario La Voz de Galicia publicó en un artículo en el que afirmaba que durante la última quincena de ese mes, en la página web oficial del ayuntamiento de Mos se añadían a diario fotos de archivo de Nidia Arévalo, simulando que se encontraba realizando sus funciones de alcaldesa, pese a que se encontraba durante la última quincena de ese mes de vacaciones. Este hecho fue criticado por el periódico gallego, ya que Nidia Arévalo había manifestado en varias ocasiones que nunca coge vacaciones, buscando emular de esta manera al alcalde de Vigo, Abel Caballero.[10]

- En marzo del año 2013, Nidia Arévalo fue denunciada por un miembro del Bloque Nacionalista Galego por presuntas irregularidades duranto los años 2011 y 2012 en la contratación de vehículos, reparaciones y seguros por parte del ayuntamiento de Mos  por un importe superior a los 100 000 euros.[11] El objeto de la denuncia por parte del BNG fue debido a que la empresa a la que se le contrataron esos servicios estaba dirigida por la pareja sentimental de la alcaldesa, en declaraciones posteriores al diario La Voz de Galicia, Nidia Arévalo declaró: "No hay nada ilegal, no tengo una relación marital con el empresario".[12]

- Durante la celebración de la feria de Fitur del año 2008, Nidia Arévalo acudió al certamen con Rafael Louzán, entonces presidente de la Diputación de Pontevedra, con el objetivo de promocionar la gallina de Mos. Esta visita institucional de ambos fue muy criticada en el año 2017 por algunos políticos de otros partidos, como por ejemplo diversos diputados provinciales del PSdG, debido a las elevadas facturas existentes de más de 9 000 euros gastados a cargo de los presupuestos de la diputación en una cena en el Ritz de Madrid, en el cual también se alojaron varios políticos pertenecientes al PPdG, entre ellos la propia Nidia Arévalo.[13] Aparte de los altos gastos en cenas durante esa visita a Madrid, también fue muy criticado el hecho de que ambos políticos acudieron a Fitur a promocionar la gallina de Mos como raza autóctona de Mos en la Provincia de Pontevedra, aunque esta raza de gallina realmente es originaria del Barrio de San Julián de Mos, situado en el municipio de Castro de Rey, en la Provincia de Lugo.[14]

- El 12 de diciembre de 2008, Nidia Arévalo encabezó una moción de censura contra la alcaldesa María Jesús Escudero Lago (PSdeG-PSOE) con el apoyo del concejal Gerardo Alonso, tránsfuga del PSdeG. Después de un tenso pleno en el que cientos de vecinos se manifestaron en contra de la moción, tras ese tenso pleno Nidia Arévalo accedió a la alcaldía de Mos, declarando que se acababa con la situación de "desgobierno". Tanto ella como sus compañeros de partido y Gerardo Alonso tuvieron que abandonar el pleno en vehículos de la Guardia Civil escoltados por los antidisturbios.

- En el año 2008, poco antes de acceder a la alcaldía de Mos, Nidia Arévalo fue multada con 600 euros y la retirada de 6 puntos de su carnet de conducir por la Guardia Civil, debido a que superaba los niveles de alcohol permitidos por el Código de circulación.[15]